# Старе Леп'єво
Старе Ле́п'єво (рос. Старое Лепьево, ерз. Сире Лепию) — присілок у складі Краснослободського району Мордовії, Росія. Входить до складу Єфаєвського сільського поселення.
Населення — 34 особи (2010; 61 у 2002).
Національний склад (станом на 2002 рік):
- мордва — 80 %